# Изменчивый щелкун
Изменчивый щелкун (лат. Denticollis varians) — вид жуков-щелкунов из подсемейства Dendrometrinae.

## Распространение
Распространён изменчивый щелкун на Аляске и в северной части Монголии. На территории бывшего СССР распространён от Алтая (Сибирь) до берегов Тихого океана, а также на Камчатке и Сахалине.

## Описание

### Проволочник
Проволочник в длину достигает 12 миллиметров. Дыхальца на восьмом сегменте брюшка сдвинуты назад за середину сегмента. Бока площадки каудального сегмента имеют четыре бугорка.

## Экология и местообитания
Проволочника можно встретить в лесной почве и подстилке.